# Mycetia apoensis
Mycetia apoensis är en måreväxtart som först beskrevs av Adolph Daniel Edward Elmer, och fick sitt nu gällande namn av Rafaël Herman Anna Govaerts. Mycetia apoensis ingår i släktet Mycetia och familjen måreväxter. Inga underarter finns listade i Catalogue of Life.